# Марчелина (Козенца)
Марчелина је насеље у Италији у округу Козенца, региону Калабрија.
Према процени из 2011. у насељу је живело 1997 становника. Насеље се налази на надморској висини од 33 м.